# Karol Orłoś
Karol Orłoś (ur. 9 lipca 1894 w Udyczu koło Humania, w guberni kijowskiej Imperium Rosyjskiego, zginął 25 lipca 1931 w Dęblinie) – kapitan pilot i obserwator Wojska Polskiego, kawaler Orderu Virtuti Militari. Brat Henryka Orłosia, mykologa, pracownika Instytutu Badawczego Leśnictwa i Jerzego Orłosia, lotnika myśliwskiego dywizjonu 307.

## Służba wojskowa
W szkole działał w tajnych stowarzyszeniach polskich (w „Bratniej Pomocy Młodzieży Polskiej” i w „Kole Młodzieży Polskiej”). W latach 1913–1915 był wydawcą nielegalnych pism („Pierwsze Wzloty” i „Promień Wolności”). W 1914 złożył egzamin dojrzałości. Z chwilą wybuchu I wojny światowej udało mu się uniknąć poboru do armii carskiej. W maju 1916, po zdaniu matury, został powołany do armii carskiej. Służył w 5 Kijowskiej
Szkole Chorążych, 22 Zapasowej Brygadzie Piechoty w Żytomierzu i zapasowym batalionie w Carycynie.
12 listopada 1918 r. przyjechał do Polski i natychmiast wstąpił do wojska. Został przydzielony do 36 pułku piechoty Legii Akademickiej. Od 9 stycznia do 2 lipca 1919 był uczniem Klasy „K” Szkoły Podchorążych Piechoty. Później ukończył kurs obserwatorów lotniczych i został przydzielony do 18 eskadry, a następnie do 1 eskadry wywiadowczej. Wziął czynny udział w wojnie polsko-bolszewickiej. Za odwagę i poświęcenie został odznaczony orderem Virtuti Militari oraz Polową Odznaką Obserwatora. Otrzymał także pochwałę w rozkazie Naczelnego Dowództwa.
Po wojnie ukończył Niższą i Wyższą Szkołę Pilotów, a następnie przez parę lat pracował w Zakładach Mechanicznych E. Plage i T. Laśkiewicz w Lublinie jako kontroler wojskowy. W 1924 pełnił służbę w Centralnych Zakładach Lotniczych, pozostając oficerem nadetatowym 1 pułku lotniczego. 1 grudnia 1924 awansował na kapitana ze starszeństwem z dniem 15 sierpnia 1924 i 22. lokatą w korpusie oficerów aeronautyki.
W 1925 został przeniesiony do Oficerskiej Szkoły Lotnictwa w Grudziądzu (od 1927 w Dęblinie). W Szkole piastował stanowisko dowódcy eskadry szkolnej, a następnie szefa pilotażu.

## Okoliczności śmierci i kontrowersje
25 lipca 1931, o godz. 4:25, zginął w Dęblinie w kolizji z innym samolotem szkolnym. Była to jedna z najtragiczniejszych katastrof w lotnictwie wojskowym II RP. Obok kapitana Karola Orłosia, zginęli w niej piloci: por. Bolesław Bogowski i kpr. Konrad Rykowski. Sama katastrofa została opisana w PRL przez pisarza Janusza Meissnera w książkach „Wiatr w podeszwach” i „Pilot gwiaździstego znaku”. Prawdziwość przedstawionych przez Meissnera faktów, który jak sam twierdził, był świadkiem tej katastrofy, została zakwestionowana przez innego – faktycznego – świadka katastrofy, późniejszego dowódcę Dywizjonu 303, Witolda Urbanowicza. Ten, w liście z 1 listopada 1974 roku do rodziny Karola Orłosia, dokładnie opisał całe zdarzenie i rolę Meissnera w tych wydarzeniach. List był przeznaczony do publikacji właśnie w celu obrony dobrego imienia Karola Orłosia, ale wydawnictwo „Iskry” (wydawca Meissnera) odmówiło wówczas opublikowania samego listu czy też sprostowania i nie chciało angażować się w tę sprawę. Broniący honoru swego stryja pisarz Kazimierz Orłoś był wówczas (w 1974 r.) szykanowany przez komunistyczne władze, ponadto jego nazwisko objęto zapisem PRL-owskiej cenzury. Ostatecznie list ten został opublikowany dopiero w 2015 r.

## Ordery i odznaczenia
- Krzyż Srebrny Orderu Wojskowego Virtuti Militari nr 4425,
- Polowa Odznaka Obserwatora nr 33 – 11 listopada 1928 roku „za loty bojowe nad nieprzyjacielem w czasie wojny 1918-1920”[12]

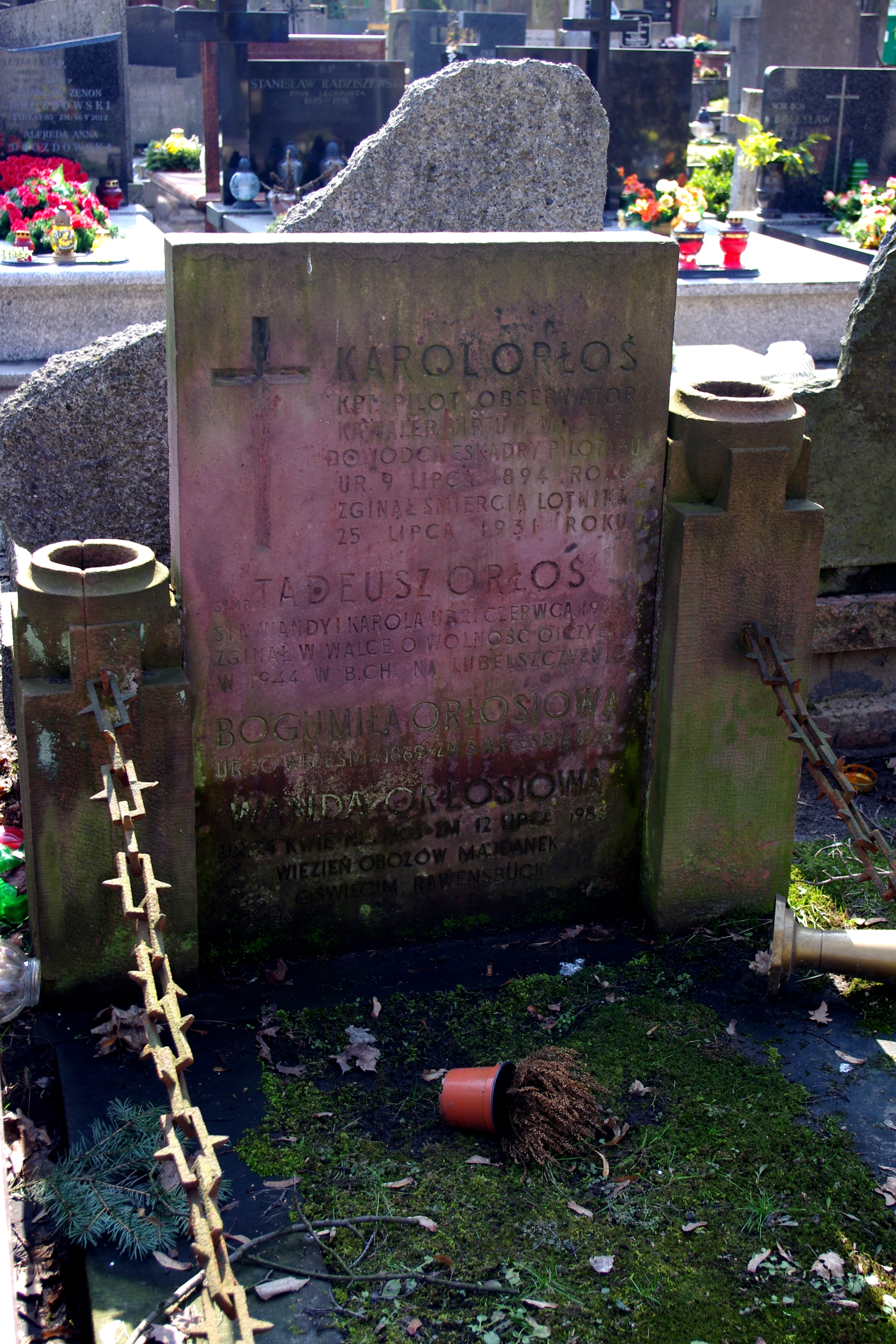
Grób lotnika Karola Orłosia (1894-1931) i jego syna Tadeusza Orłosia na Cmentarzu Wojskowym na Powązkach w Warszawie
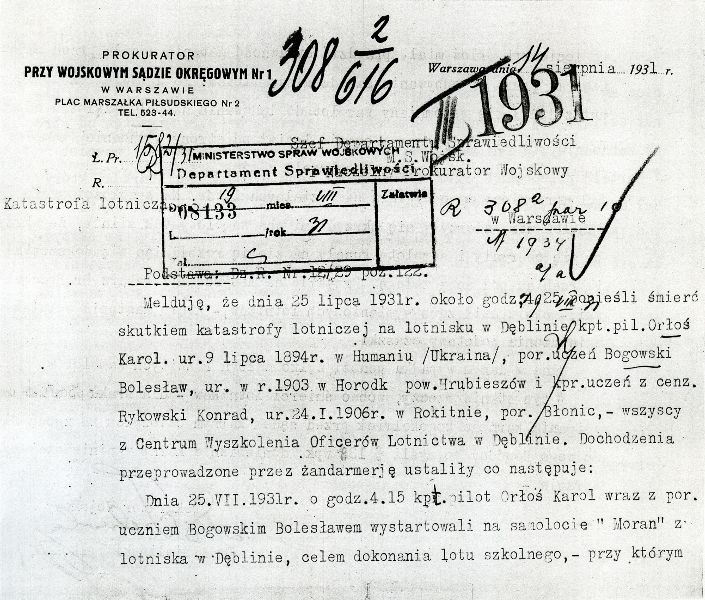
Protokół z katastrofy Karola Orłosia cz.I
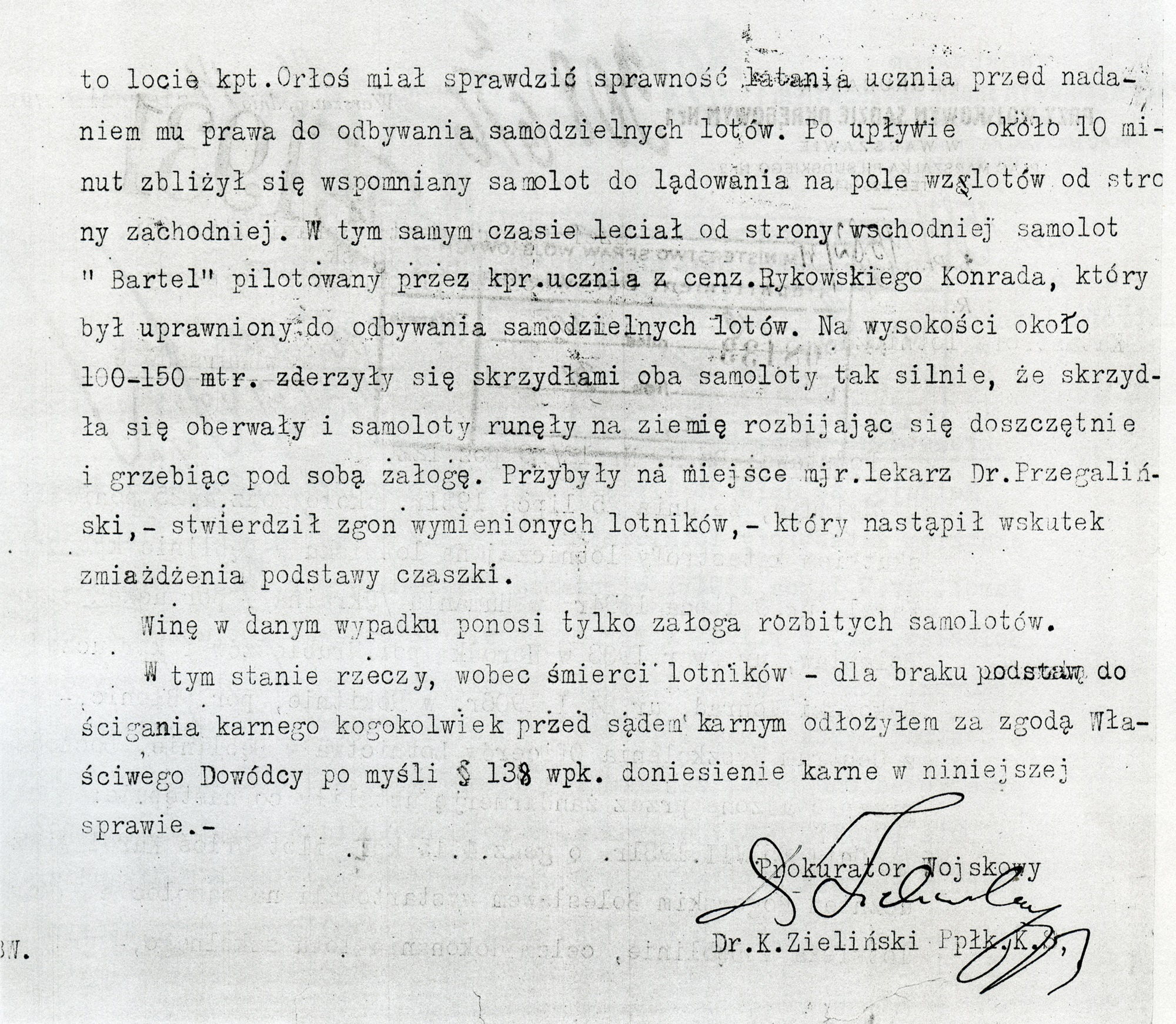
Protokół z katastrofy Karola Orłosia cz. II